# Eparchia di Ujjain
L'eparchia di Ujjain (in latino Eparchia Ujjainensis) è una sede della Chiesa cattolica siro-malabarese in India suffraganea dell'arcidiocesi di Bhopal. Nel 2022 contava 4.500 battezzati su 6.538.000 abitanti. È retta dall'eparca Sebastian Vadakel, M.S.T.

## Territorio
L'eparchia comprende i distretti civili di Ujjain, Shajapur e Rajgarh nello stato del Madhya Pradesh in India. Ha giurisdizione su tutti i fedeli cattolici, indipendentemente dal rito di appartenenza.
Sede eparchiale è la città di Ujjain, dove si trova la cattedrale di Santa Maria.
Il territorio è suddiviso in 42 parrocchie.

## Storia
L'esarcato apostolico di Ujjain fu eretto il 29 luglio 1968 con la bolla Apostolicum munus di papa Paolo VI, ricavandone il territorio dalla diocesi di Indore.
Il 26 febbraio 1977 l'esarcato apostolico è stato elevato al rango di eparchia con la bolla Qui divino consilio del medesimo pontefice.

## Cronotassi dei vescovi
Si omettono i periodi di sede vacante non superiori ai 2 anni o non storicamente accertati.
- John Perumattam, M.S.T. † (29 luglio 1968 - 4 aprile 1998 ritirato)
- Sebastian Vadakel, M.S.T., dal 4 aprile 1998

## Statistiche
L'eparchia nel 2022 su una popolazione di 6.538.000 persone contava 4.500 battezzati, corrispondenti allo 0,1% del totale.
| anno | popolazione | popolazione | popolazione | presbiteri | presbiteri | presbiteri | presbiteri                | diaconi | religiosi | religiosi | parrocchie |
| anno | battezzati  | totale      | %           | numero     | secolari   | regolari   | battezzati per presbitero | diaconi | uomini    | donne     | parrocchie |
| ---- | ----------- | ----------- | ----------- | ---------- | ---------- | ---------- | ------------------------- | ------- | --------- | --------- | ---------- |
| 1970 | 370         | 1.734.726   | 0,0         | 8          | 8          |            | 46                        |         |           | 21        | 1          |
| 1980 | 792         | ?           | ?           | 36         | 2          | 34         | 22                        |         | 36        | 116       | 2          |
| 1990 | 1.425       | 3.754.000   | 0,0         | 53         | 4          | 49         | 26                        |         | 97        | 176       | 4          |
| 1999 | 2.640       | 3.409.098   | 0,1         | 71         | 6          | 65         | 37                        |         | 137       | 246       | 37         |
| 2000 | 2.669       | 3.409.098   | 0,1         | 78         | 8          | 70         | 34                        |         | 133       | 240       | 38         |
| 2001 | 2.691       | 3.412.191   | 0,1         | 84         | 11         | 73         | 32                        |         | 136       | 249       | 38         |
| 2002 | 2.725       | 3.425.200   | 0,1         | 88         | 15         | 73         | 30                        |         | 135       | 270       | 38         |
| 2003 | 3.190       | 3.926.562   | 0,1         | 91         | 20         | 71         | 35                        |         | 110       | 270       | 38         |
| 2004 | 3.200       | 3.926.800   | 0,1         | 91         | 19         | 72         | 35                        |         | 139       | 270       | 38         |
| 2009 | 3.380       | 4.336.000   | 0,1         | 100        | 34         | 66         | 33                        |         | 120       | 322       | 41         |
| 2010 | 3.398       | 4.396.000   | 0,1         | 86         | 34         | 52         | 39                        |         | 113       | 325       | 41         |
| 2014 | 4.602       | 6.253.649   | 0,1         | 93         | 41         | 52         | 49                        |         | 120       | 313       | 41         |
| 2017 | 4.633       | 6.203.280   | 0,1         | 94         | 44         | 50         | 49                        |         | 116       | 286       | 42         |
| 2020 | 4.750       | 6.408.700   | 0,1         | 92         | 43         | 49         | 51                        | 1       | 134       | 270       | 42         |
| 2022 | 4.500       | 6.538.000   | 0,1         | 92         | 41         | 51         | 48                        | 1       | 129       | 324       | 42         |